# Liste der Naturdenkmale in Mutterstadt
Die Liste der Naturdenkmale in Mutterstadt nennt die im Gemeindegebiet von Mutterstadt ausgewiesenen Naturdenkmale (Stand 30. März 2013).

## Naturdenkmale
| Nr.         | Bezeichnung                               | Lage                                                      | Beschreibung                                                                                     | Bild                                    |
| ----------- | ----------------------------------------- | --------------------------------------------------------- | ------------------------------------------------------------------------------------------------ | --------------------------------------- |
| ND-7338-327 | Linde vor der evangelischen Kirche        | Untere Kirchstraße Lage                                   | Tilia asp.                                                                                       | Fotos hochladen                         |
| ND-7338-328 | Wiese in der Nachtweide, Acker im Schönes | nordöstlich des Ortes; Fluren Nachtweide und Schönes Lage | auch Ruchheimer Wiese; feuchtnasse bis wechseltrockene Stromtalwiese; flächenhaftes Naturdenkmal | Direkt Bild zu diesem Denkmal hochladen |